# Aconitum semivulparia
Aconitum semivulparia är en ranunkelväxtart som beskrevs av Joseph Friedrich Nicolaus Bornmüller. Aconitum semivulparia ingår i släktet stormhattar, och familjen ranunkelväxter. Inga underarter finns listade i Catalogue of Life.